# Retrat d'una noia jove
Retrat d'una noia jove, exposat a la Gemäldegalerie de Berlín, és una de les últimes pintures realitzades per l'artista flamenc Petrus Christus. Fou realitzada en oli sobre taula de roure cap al 1470. El petit retrat denota un avenç estilístic tant del treball de Christus com del desenvolupament del retrat en els primitius flamencs. El model ja no se situa davant un fons pla neutre, sinó que està col·locat en una escena tridimensional, realista.
L'aparent passivitat de la noia resta compensada amb la seva mirada directa cap a l'espectador amb els seus ulls ametllats, l'elegància del seu nas, els petulants llavis, les celles arquejades i l'harmoniosa estructura de tot el rostre, que integren l'artifici refinat i subtil de l'autor i que l'han fet famosa.
L'obra és una evolució dels retrats de Robert Campin i Roger van der Weyden i va ser altament influent, ja que va ser adquirida per la família Medici i enregistrada al seu inventari com «una taula petita pintada amb el cap d'una dona francesa, pintat a l'oli, i és un treball de Pietro Cresci de Bruges». El seu enregistrament no indica la identitat de la noia, la qual cosa fa pensar que el seu interès era més l'estètica de la pintura que no pas el seu valor històric.

## Dades de context

### L'autor
Petrus Christus (Baarle-Hertog, c. 1410/1415 - Bruges, 1472/1473) fou un pintor de l'escola dels primitius flamencs actiu a Bruges des del 1444. Els temes de la seva obra se situen dins de les obres religioses i profanes. Tot i ser considerat un seguidor de l'estil de Jan van Eyck, no va coincidir amb ell a Bruges, ciutat on va arribar després de 1441, data de la mort del mestre.
Christus es va decantar per mantenir l'espai i el volum eyckians mentre restava importància a la continuïtat rítmica i la precisió lineal, reduint les complexitats del model Van Eyck a superfícies planes i simples. Va transformar el llenguatge dels mestres a un nivell més planer i casolà, sense actituds heroiques i assequible per aquells que, com ell, provenien del nord menys desenvolupat. Va deixar d'aplicar la complexa simbologia religiosa amagada en els detalls de les obres dels seus predecessors, un signe de clara modernitat.
Christus també va fer una aportació molt important amb la correcta utilització de la perspectiva lineal, amb un únic punt de fuga central. D'aquesta manera aconseguí la representació d'un espai pictòric lògic. Va ser el primer dels primitius flamencs que utilitzà aquest tipus de perspectiva.

### Relació de l'obra amb la seva època històrica
L'obra va ser pintada a Flandes durant el segle xv. En aquesta època existeix una societat avançada, amb una economia basada en els productes tèxtils de luxe i en el comerç, aquest afavorit per l'excel·lent situació estratègica de la regió: per Flandes hi passaven les grans rutes comercials terrestres que anaven des d'Itàlia i França cap a l'Atlàntic nord —Anglaterra i països nòrdics— i les rutes marítimes que anaven del mar del Nord al Cantàbric. A la burgesia flamenca li agradava el luxe i l'art, d'acord amb el desenvolupament dels seus interessos econòmics i intel·lectuals. Aquestes obres anaven destinades al propi gaudi, és a dir, eren per tenir-les i lluir-les a casa o bé a les seves capelles privades (és el que s'anomena la «pintura de devoció»). Per aquest motiu es considerava que la pintura era una tècnica ideal, manejable, barata i adequada per a reflectir els gustos burgesos.

### L'estil
L'obra està realitzada dins l'estil dels primitius flamencs. L'escola flamenca de pintura va ser una de les més importants del món, des dels seus inicis al segle XV fins al segle xviii. Per distingir aquest període primerenc del segle XV es fa servir la denominació d'«Escola dels Primitius Flamencs». Aquesta escola acostumava a pintar quadres de temàtica religiosa que tractaven com a escenes costumistes, encara que també van desenvolupar el retrat i el paisatge. Utilitzaven la tècnica a l'oli i el seu estil es caracteritzava per la minuciositat, el detall en la reproducció d'objectes, el naturalisme i l'amor al paisatge. Entre els artistes més importants d'aquesta escola destaquen Robert Campin, Jan van Eyck, Roger van der Weyden —deixeble de Campin— i Petrus Christus (autor d'aquesta obra). A Catalunya cal citar la influència d'aquest estil en Lluís Dalmau, autor de la Mare de Déu dels Consellers després d'haver treballat al taller de Jan van Eyck.
El Retrat d'una noia jove és una pintura a l'oli. Vasari va atribuir el descobriment d'aquesta tècnica a Jan van Eyck, tot i que posteriorment va quedar demostrat que no va ser així, ja que l'ús de l'oli com a vehicle dels pigments ja s'utilitzava en obres pictòriques del segle xiii. El que sí que és destacable és el fet que Van Eyck transformés aquesta tècnica en un procediment d'una gran perfecció, emprant l'oli de llinosa amb altres dissolvents i vernissos que, aplicat en veladures, aconseguia l'assecament de les capes i facilitava les correccions.

## Descripció

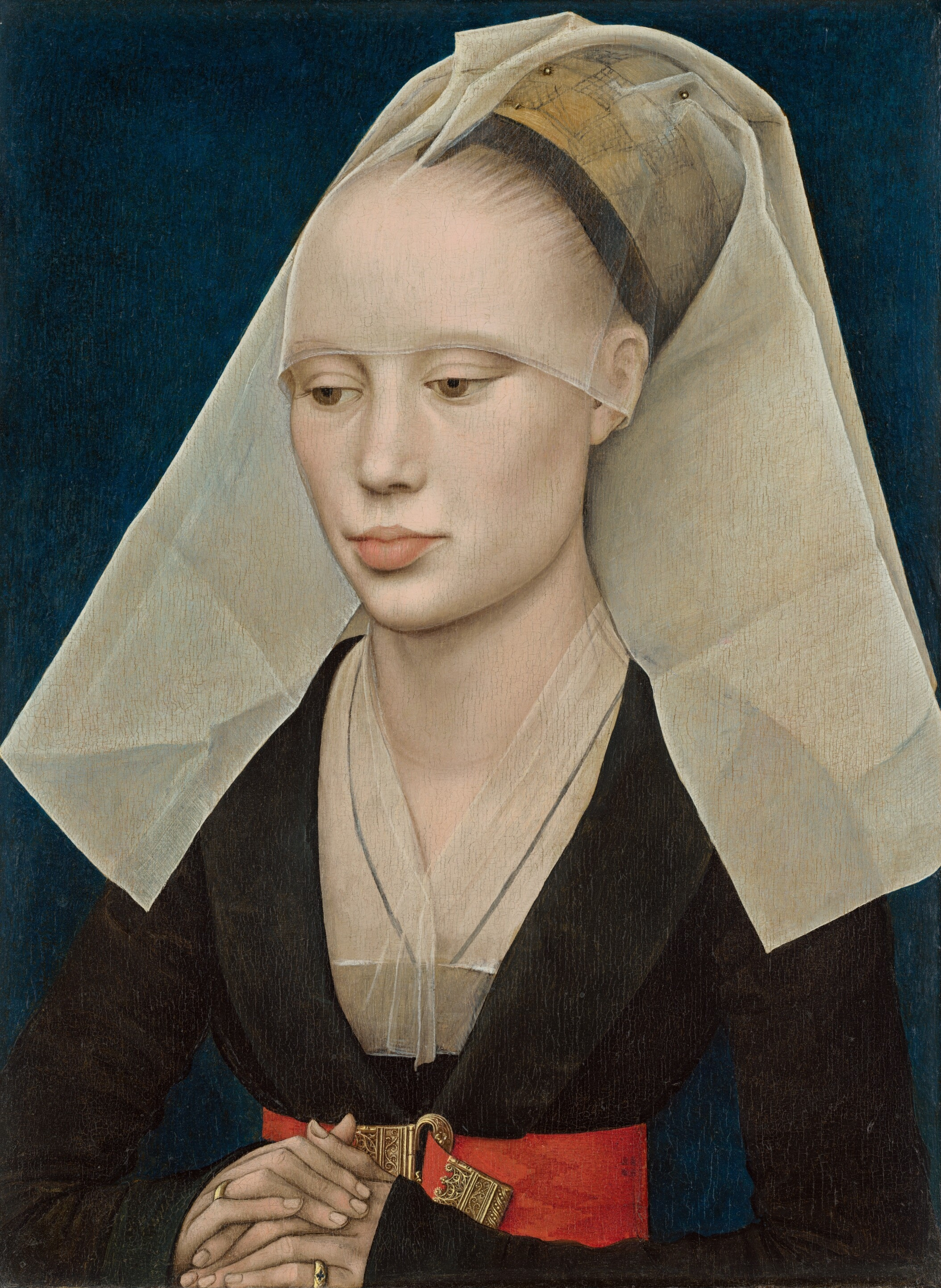
Retrat d'una dama, de Roger van der Weyden, c. 1460. 27 × 37 cm. National Gallery of Art, Washington DC

El treball és un retrat de la mida del bust d'una noia amb pell de porcellana, ulls d'ametlla un xic orientals i boca petulant. El retrat havia estat signat en el marc amb l'habitual Petr Xpi i recollia el nom de la model, segons va descriure Gustav Waagen el 1825 qui, vuit anys més tard, informava de la pèrdua del marc. A partir de la informació de Waage s'ha considerat que podria tractar-se d'una neta de John Talbot (primer comte de Shrewsbury, assassinat el 1453) anomenada Anne o Margaret. Se sap que els pares de la model es varen casar entre 1444-45, la qual cosa suggereix que la seva edat podria estar al voltant dels 20 anys. El retrat podria haver-se realitzat durant un viatge a Bruges per a assistir el 3 de juliol de 1468 al famós casament de Margarida de York, germana del rei Eduard IV d'Anglaterra, amb Carles I de Borgonya, Duc de Borgonya.
Christus presenta la noia vestida amb exquisides robes i joies amb una elegància personal inusual. Amb el seu focus centrat en el cap i el detall de la seva expressió visual, el treball examina la relació entre artista, model, patró i espectador. Christus la descriu mirant fora de la tela de manera obliqua, però conscient de si mateixa amb una conducta que alguns crítics i historiadors troben desconcertant. El crític Joel Upton la descrivia com "una perla polida, gairebé opalescent, sobre un coixí de vellut negre."
Christus va marcar la noia d'una forma gairebé arquitectònica, rígida i a la vegada equilibrada. La model s'emmarca en un estret espai triangular horitzontal. La paret de darrere és majoritàriament plana, encara que la imatge està dividida per un angle recte que uneix el triangle invertit format pel seu vestit i la descripció lineal horitzontal del seu coll, cara i pentinat. El fons marca una innovació essencial en els retrats: la noia està col·locada contra una paret paral·lela que es defineix tant pel seu material (la meitat baixa és un arrambador de fusta) com per l'ombra de la noia que marca la distància que la separa. La model posa en un interior recognoscible que podria ser el de la seva pròpia casa. Està il·luminada des de l'esquerra i projecta una ombra curvilínia contra la paret de la dreta que actua com a contrapunt al contorn del seu pòmul i cabell. La corba de la barballera del seu barret està replicada i continuada per la corba del seu coll i espatlla. Aquest estil de barret sembla una evolució de l'hennin truncat, també de moda a Borgonya. La cinta negra que va sota la barbeta molt rarament es troba en altres imatges del període, i ha estat interpretat com un estil copiat dels masculins barrets chaperon, que tenien forma de cornette.
El retrat va ser propietat de la col·lecció reial prussiana amb la compra el 1821 de la col·lecció Solly.